# Canton de Pontailler-sur-Saône
Le canton de Pontailler-sur-Saône était division administrative française située dans le département de la Côte-d'Or et la région Bourgogne-Franche-Comté.

## Géographie
Ce canton était organisé autour de Pontailler-sur-Saône dans l'arrondissement de Dijon. Son altitude variait de 180 m (Vielverge) à 246 m (Talmay) pour une altitude moyenne de 195 m.

## Représentation

### Conseillers généraux de 1833 à 2015
| Période | Période | Identité                    | Étiquette          | Qualité                                                                                                |
| ------- | ------- | --------------------------- | ------------------ | --- |
| 1833    | 1856    | Guillaume Saunac            | Droite Légitimiste | Propriétaire à Saint-Sauveur député (1824-1831 et 1837-1848)                                           |
| 1857    | 1871    | Baron Paul Thénard          |                    | Chimiste, membre de l'Académie des Sciences Propriétaire, maire de Talmay, conseiller d'arrondissement |
| 1871    | 1874    | Jean Hubert Bornier         |                    | Ancien notaire à Pontailler-sur-Saône, conseiller d'arrondissement                                     |
| 1874    | 1880    | Charles Canquouin           | Droite             | Vétérinaire - Maire de Pontailler-sur-Saône, conseiller d'arrondissement                               |
| 1880    | 1892    | Victor Bourgeot (1844-1923) | Républicain        | Docteur en médecine à Pontailler-sur-Saône, conseiller d'arrondissement                                |
| 1892    | 1898    | Claude Delanne              | Rad.               | Propriétaire - Maire de Drambon, conseiller d'arrondissement Député (1893-1898)                        |
| 1898    | 1904    | Victor Bourgeot             | Républicain        | Docteur en médecine à Pontailler-sur-Saône, conseiller d'arrondissement                                |
| 1904    | 1922    | Louis Cabet                 | Républicain        | Propriétaire - Maire de Maxilly-sur-Saône, conseiller d'arrondissement                                 |
| 1922    | 1940    | René Lenoir                 | URD                | Agriculteur à Pontailler-sur-Saône Nommé conseiller départemental en 1942                              |
|         |         |                             |                    | |
| 1945    | 1973    | Louis Febvret (1893-1976)   | SFIO puis PS       | Employé Maire de Lamarche-sur-Saône, ancien conseiller d'arrondissement                                |
| 1973    | 1979    | Robert Couturier            | UDF-MDSF           | Ancien résistant, maire de Drambon                                                                     |
| 1979    | 1985    | Henri Burner                | PS                 | Maire de Saint-Léger-Triey, Député suppléant d'Hervé Vouillot (1981-1986)                              |
| 1985    | 1992    | Jean-Claude Karpouzopoulos  | RPR                | Maire de Lamarche-sur-Saône Président du SIVOM                                                         |
| 1992    | 1998    | Henri Dumas (1931-2018)     | DVG                | Principal de collège Maire de Pontailler-sur-Saône                                                     |
| 1998    | 2015    | Joël Abbey                  | RPR puis UMP       | Chef d'entreprise Maire de Pontailler-sur-Saône                                                        |

### Conseillers d'arrondissement (de 1833 à 1940)
| Période                                  | Période | Identité                          | Étiquette           | Qualité |
| ---------------------------------------- | ------- | --------------------------------- | ------------------- | --- |
| 1833                                     | 1845    | Pierre Auguste Floret (1786-1847) |                     | Ancien maitre de forges à Pesmes (Haute-Saône), propriétaire à Talmay                                       |
| 1845                                     | 1848    | Pierre Martenet                   |                     | Médecin à Pontailler-sur-Saône                                                                              |
| 1848                                     | 1855    | Antoine Carnet                    |                     | Juge de paix                                                                                                |
| 1855                                     | 1857    | Baron Paul Thénard                |                     | Chimiste, propriétaire à Talmay                                                                             |
| 1857                                     | 1874    | Charles Canquion                  | Droite              | Vétérinaire à Pontailler-sur-Saône                                                                          |
| 1877                                     | 1880    | Victor Bourgeot                   | Républicain         | Docteur en médecine à Pontailler-sur-Saône                                                                  |
| 1880                                     | 1886    | Pierre Adolphe Borne              |                     | Commandant en retraite à Maxilly-sur-Saône                                                                  |
| 1886                                     | 1892    | Claude Delanne                    | Républicain radical | Propriétaire, maire de Drambon                                                                              |
| 1892                                     | 1904    | Louis Cabet                       | Républicain         | Propriétaire à Dijon, maire de Maxilly-sur-Saône                                                            |
| 1904                                     | 1919    | Louis Delanne (1872-1935)         | RG                  | Cultivateur, maire de Drambon                                                                               |
| 1919                                     | 1931    | Joseph Commeaux (1877-1936)       |                     | Propriétaire agriculteur à Binges                                                                           |
| 1931                                     | 1937    | Louis Febvret (1893-1976)         | SFIO                | Employé, maire de Lamarche-sur-Saône                                                                        |
| 1937                                     | 1940    | Henri Hugard (1892-1968)          | PSF                 | Médecin militaire à Pontailler                                                                              |
| 1940                                     |         |                                   |                     | Les conseils d'arrondissement ont été suspendus par la loi du 12 octobre 1940 et n'ont jamais été réactivés |
| Les données manquantes sont à compléter. |         |                                   |                     | |

## Composition
Le canton de Pontailler-sur-Saône regroupait 19 communes :
| Communes             | Population (2012) | Code postal | Code Insee |
| -------------------- | ----------------- | ----------- | ---------- |
| Binges               | 581               | 21270       | 21076      |
| Cirey-lès-Pontailler | 115               | 21270       | 21175      |
| Cléry                | 136               | 21270       | 21180      |
| Drambon              | 139               | 21270       | 21233      |
| Étevaux              | 259               | 21270       | 21256      |
| Heuilley-sur-Saône   | 296               | 21270       | 21316      |
| Lamarche-sur-Saône   | 1 201             | 21760       | 21337      |
| Marandeuil           | 51                | 21270       | 21376      |
| Maxilly-sur-Saône    | 301               | 21270       | 21398      |
| Montmançon           | 245               | 21270       | 21437      |
| Perrigny-sur-l'Ognon | 496               | 21270       | 21482      |
| Pontailler-sur-Saône | 1 346             | 21270       | 21496      |
| Saint-Léger-Triey    | 145               | 21270       | 21556      |
| Saint-Sauveur        | 206               | 21270       | 21571      |
| Soissons-sur-Nacey   | 259               | 21270       | 21610      |
| Talmay               | 463               | 21270       | 21618      |
| Tellecey             | 134               | 21270       | 21624      |
| Vielverge            | 459               | 21270       | 21680      |
| Vonges               | 313               | 21270       | 21713      |

## Démographie
| 1962  | 1968  | 1975  | 1982  | 1990  | 1999  | 2006  | 2011  | 2012  |
| ----- | ----- | ----- | ----- | ----- | ----- | ----- | ----- | ----- |
| 6 922 | 6 485 | 6 476 | 6 575 | 6 777 | 7 059 | 7 363 | 7 908 | 8 044 |